# 海狗
海狗（学名：Arctocephalinae），又名“毛皮海狮”或“毛皮海豹”，食肉目海狮科的一个亚科。
海狗遍布世界各地。除了生活在白令海中的北海狗外，澳大利亚、新西兰、塔斯马尼亚、南非及南极洲等地的水域中也都有海狗的踪影。